# Стефан Граппеллі
Стефан Граппеллі (фр. вимова: [stefan ɡʁapɛli]; 26 січня 1908 — 1 грудня 1997) — французький джазовий скрипаль. Разом з гітаристом Джанго Рейнартом 1934 року заснував відомий джазовий колектив Quintette du Hot Club de France, один з найперших струнних джазових колективів. Був названий «дідусем скрипалів-джазовиків» завдяки тому, що продовжував грати концерти в усьому світі, навіть коли йому сягнуло за 80.
Протягом перших трьох декад своєї кар'єри, він використовував галісійську вимову свого прізвища (Grappelly), проте 1969 року довелось повернутися до Grappelli. Остання, італійська вимова, використовується майже всюди, де йдеться про цього скрипаля, включно і з перевиданнями ранніх праць.

## Життєпис

### Ранні роки
Граппеллі народився в лікарні Лібуазьєр (франц. Hôpital Lariboisière), що в Парижі, Франція, був охрещений ім'ям Стефано. Його батько, маркіз Ернесто Граппеллі, народився і Алатрі, Лаціо, мати — француженка Анна Емілі Анок — з Сент-Омеру. Батько був ученим, педагогом італійської, продавав свої переклади і писав статті для місцевих видань. Мати Стефана померла, коли йому було 4 роки, тож виховував його батько. Хоча вони проживали у Франції, та 1914 року батька, який залишався громадянином Італії, на початку Першої світової війни було викликано на батьківщину для боротьби за Італію.
Написавши про американську танцівницю Ісідору Дункан, яка проживала у Парижі, Ернесто Граппеллі звернувся до неї з проханням подбати про свого сина. У віці 6 років Стефано потрапляє до її танцювальної школи, де полюбив французьку імпресіоністичну музику. У зв'язку з військовим вторгненням Дункан як громадянка Америки була змушена покинути країну; вона віддає своє шато для використання як військового шпиталю. Ернесто віддає свого сина до католицького притулку. Про цей час Граппеллі казав: «Це жахливі сторінки в моїй пам'яті… Тим місцем мав опікуватися уряд, але уряд дивився куди-інде. Ми спали на підлозі, часто не мали їжі. Не раз мусив боротися за шматок хліба», і твердив, що одного разу навіть намагався їсти мух, щоб послабити голод.. Стефано залишався у притулку, допоки 1918 року не повернувся з війни його батько і не знайшов їм квартиру на бульварі Барбес (Париж, Франція). Отримавши неприємний досвід з італійським військом, 28 липня 1919 року Ернесто привів свого сина до мерії, витягнув з вулиці двох перших свідків і націоналізував його як француза. Ім'я хлопчика Stéfano було змінено на Stéphane.
Хлопчик почав грати на скрипці з 12 років; батько заклав свій костюм, щоб купити дитині скрипку розміром 3/4. Хоча Ернесто замовляв сину приватні заняття, Стефану подобалося більше вчитися самостійно. Граппеллі казав: «Мої перші уроки були на вулицях, коли я спостерігав за грою інших скрипалів»… Перший скрипаль, якого я зустрів, грав на станції метро Барбес, у куточку під коліями. Коли я запитав, як треба грати, він вибухнув сміхом. Я пішов цілком принижений, зі своєю скрипкою під рукою". Погодившись на самостійні заняття протягом деякого періоду, 31 грудня 1920 року Ернесто влаштовує Стефана до Паризької консерваторії, що дало б шанс опанувати теорію музики та сольфеджіо, і удосконалити музичний слух. Стефан закінчив консерваторію 1923 року зі срібною медаллю. В останній рік навчання батько одружується вдруге, з Анною Фукс, і переїжджає до Страсбурга. Не зважаючи на запрошення переїхати до них, Стефан вирішив залишитися. Йому нова обраниця батька не подобалась.
Коли йому виповнилося 15, він почав тяжко працювати, щоб забезпечити себе. Його гра завоювала увагу молодого скрипаля, який запросив Стефано разом озвучувати німі фільми в оркестровій ямі театру Gaumont. Протягом двох років Граппеллі грав там по шість годин щодня. Під час оркестрових перерв Граппеллі відвідував місцевий пивний бар Le Boudon, де міг слухати пісні в американському музичному протоавтоматі. Саме тут Граппеллі вперше познайомився з джазовою музикою. У 1928 році він грає у оркестрі посольства, який очолили Пол Вайтмен та Джо Венуті. Джазові скрипалі були рідкістю, і хоча Венуті грав здебільшого відомі джазові теми і рідко імпровізував, Граппеллі зацікавився його скрипковою грою, побачивши як той грає пісню «Dinah». З цього часу  він під впливом джазу почав розвивати власний стиль гри.
Граппеллі проживав з Мішелем Ворлопом, піаністом-класиком. Ворлоп похвалив джазову гру Граппеллі, але той через своє скрутне становище дещо заздрив статкам піаністові, які були більшими, ніж у нього.  Після експериментів з фортепіано, Граппеллі перестає грати на скрипці, обираючи простоту, нове звучання і оплачувані концерти замість визнання. Він почав грати на фортепіано у біг-бенді під керівництвом музиканта на ім'я Грегор. У 1929 після ночі посиденьок Грегор випадково дізнається, що Граппеллі раніше грав на скрипці. Він позичає десь інструмент і просить Стефана зімпровізувати пісню «Dinah». Почувши чудову гру, зраділий Грегор просить Граппеллі повернутися до скрипки.
1930 року Грегор зазнав фінансових труднощів. Потрапивши в автокатастрофу, в якій загинули люди, він полетів до Південної Америки задля уникнення арешту. Бенд Грегора возз'єднався як джазовий ансамбль під керівництвом піаніста Алена Романса і саксофоніста Андре Ек'ян. Граючи у колективі, 1931 року Граппеллі познайомився з гітаристом-представником циганського джазу Джанго Рейнхардтом. Той якраз шукав скрипаля, зацікавленого джазом, тож і запросив Граппеллі грати з ним у своєму фургоні. Хоча обоє грали кілька годин удень, їхні обов'язки гри у колективах завадили продовжити кар'єру разом.
Та все-ж три роки потому, 1934 року, вони зустрілися у лондонському готелі Claridge's (Англія), і розпочали музичну співпрацю. П'єр Нюрі, секретар французької організації Hot Club de France, запросив Рейнхардта та Граппеллі сформувати Quintette du Hot Club de France («Квінтет Запального клубу Франції») разом з гітаристами Джанго Рейнхардтом та Рожером Шапю, і басистом Луйї Воля.
1937 року американська джазова співачка Аделаїда Хол разом з чоловіком Бертом Хіксом відкриває у Монматрі нічний клуб La Grosse Pomme («Велике яблуко»). Клуб працював щоночі, тож вона найняла квінтет як один з стаціонарних колективів. Поряд був розташований мистецький салон R-26, де Граппеллі з Рейнхардтом виступали регулярно. Протягом перших тридцяти років музичної кар'єри Граппеллі писав своє прізвище за галісійською формою (Stéphane Grappelly). Він повернувся до італійської вимови прізвища (Stéphane Grappelli) для уникнення його неправильної вимови людьми (часта помилка — «ГрапеллАЙ»).
Колектив The Quintette du Hot Club de France розпався 1939 року під час розпалу Другої світової війни; Граппеллі був у Лондоні і залишався там протягом всього періоду військових дій. У 1940 році в майбутньому всесвітньо відомий джазовий піаніст Джордж Ширінг дебютував як акомпаніатор у колективі скрипаля.

### Післявоєнний період

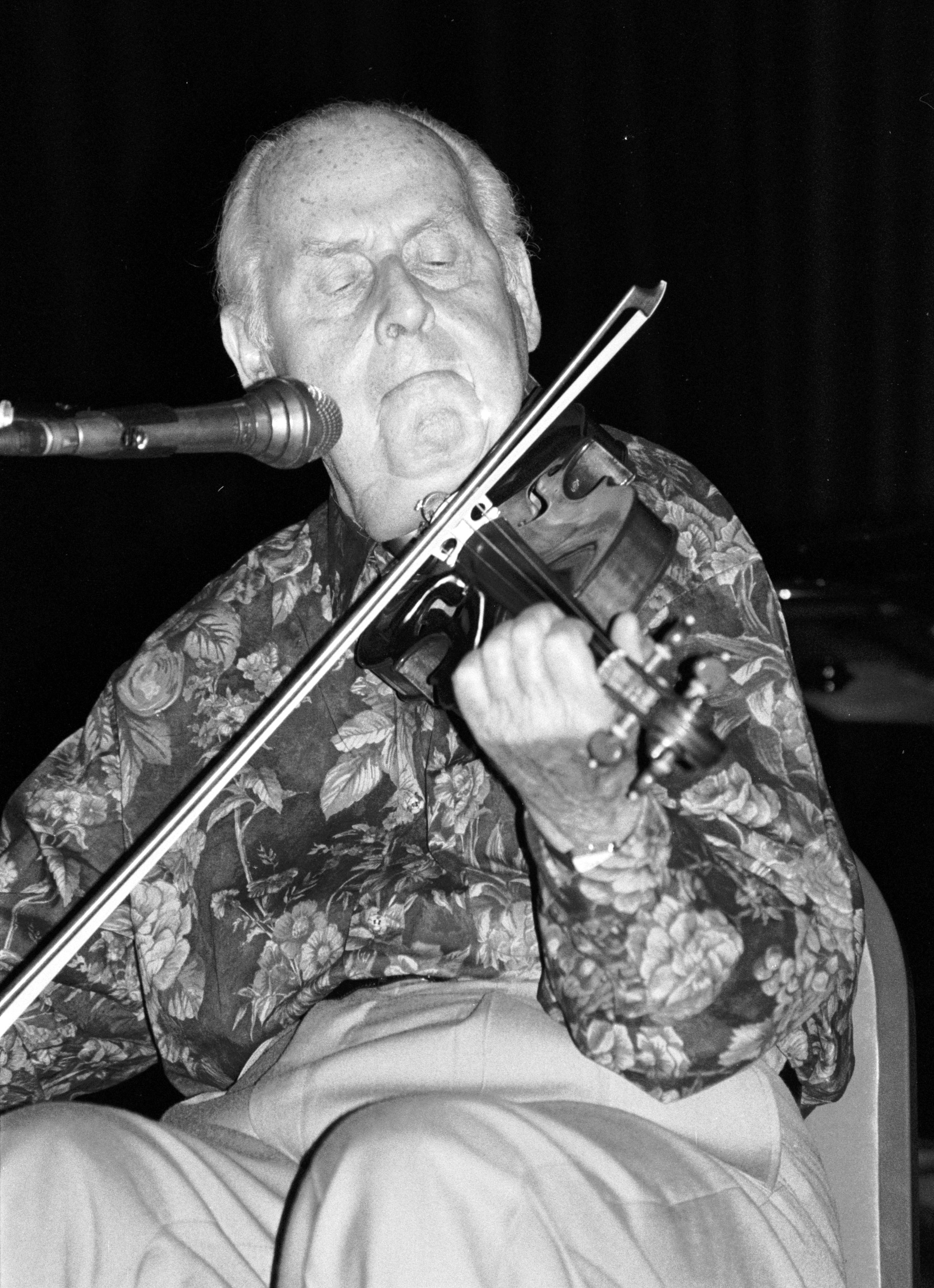
Граппеллі у 1991

У 1949 Рейнхардт з Граппеллі возз'єднуються для невеликого туру Італією та роблять серію записів з італійською ритм-групою. Протягом цього часу вони спільно записують близько 50 творів, половина з них пізніше була скомплектована у альбом Джангологія (виданий у 2005).
Граппеллі зіграв у сотнях записів, включаючи сесійну гру з Дюком Еллінгтоном, джазовими піаністами Оскаром Пітерсоном, Мішелем Петручіані та Клодом Боллінгом, джазовими скрипалями Свендом Асмуссеном, Джіном-Люком Понті, та Стафом Смітом, індійським класичним скрипалем Лакшміранаяною Субраманіамом, вібрафоністом Гарі Бертоном, поп співаком Полом Саймоном, мандоліністом Девідом Грісманом, класичним скрипалем Ієгуді Менухіним, оркестровим диригентом Андре Превіним, гітаристами Бакі Піцареллі, Джо Пассом, віолончелістом Йо-Йо Ма, гармоністом і джазовим гітаристом Тутсом Тілемансом, джазовим гітаристом Генрі Кроллою, басистом Джоном Борр та скрипалем Марком О'Коннором.
Граппеллі вперше співпрацював з класичним віртуозом Ієгуді Менухіним у грудні 1971 року під час британського чат-шоу на телебаченні, коли ведучий програми Майкл Паркінсон представив їхній дует для виконання твору Jalousie. Другий виступ у телепрограмі Паркінсона відбувся 1976 року, на той час вони видали спільно три альбоми EMI (див. нижче). В цьому телешоу Менухін грав на подарованій скрипці Страдіварі, датованій 1714 роком, а Граппеллі оприлюднив свій інструмент, створений Гоффредо Каппою і датований 1695 роком.
Граппеллі також тісно співпрацював з британським гітаристом і графічним дизайнером Дізом Діслі (Diz Disley), записавши 13 альбомів з ним і його тріо (до якого входив у ранні роки Денні Врайт), і з відомим у наш час британським гітаристом Мартіном Тейлором. До складу його паризького тріо тривалий період входили гітарист Марк Фоссет та басист Патріс Карратіні.
У квітні 1973 року він був запрошеним гостем на кілька концертів у джазовий клуб «Jazz Power» у Мілані, де виступав з італійським джаз-гуртом у складі гітариста Франко Церрі, піаніста Нандо Де Лука, басистом / аранжувальником Піно Престі та барабанщиком Тулліо Де Піскопо.
Граппеллі записав соло для однойменного треку альбому гурту Pink Floyd 1975 року Wish You Were Here («Жаль, що тебе тут немає»). У зведенні його було майже не чути, тож скрипаля і не було записано до числа авторів, за словами Роджера Вотерса, це була б «ще одна проблема на свою голову». Перезведена версія з чутною партією Граппеллі була видана у розширеній версії альбому 2011 року .
Граппеллі зіграв епізодичну роль у фільмі 1978 року Король циган разом з мандоліністом Девідом Грісманом. Три роки потому вони виступали разом на концерті, що записувався наживо і був представлений для позитивного визнання критиками.
У 1980-х роках він дав кілька концертів з молодим британським віолончелістом Джуліаном Ллойдом Вебером.
У 1997 році Граппеллі отримав Премію Греммі за значні життєві досягнення. 

## Особисте життя
Граппеллі був геєм, проте мав короткий роман з Сильвією Каро у травні 1935, у результаті якого народилася донька Евеліна. Сильвія залишилась з донькою на час війни у Парижі. Батько з донькою возз'єдналися у 1946 році, коли Евеліна вирушила з Франції до Лондона, щоб рік погостювати у батька. Граппеллі ніколи не був одруженим, хоча вагомий період життя — з 1952 по 1980 роки — прожив зі своїм компаньйоном Джином Барклі, з яким насолоджувався сімейним життям час від часу в своїх домівках у Великій Британії та Франції.

Біограф Пол Балмер запевняє, що любов'ю всього життя скрипаля була англійська красуня Гвендоліна Тернер. Вона загинула у Лондоні під час Бліцкригу в 1941 році. Граппеллі час від часу не міг стримати сліз; він беріг її пасмо волосся та портрет до кінця своїх днів.

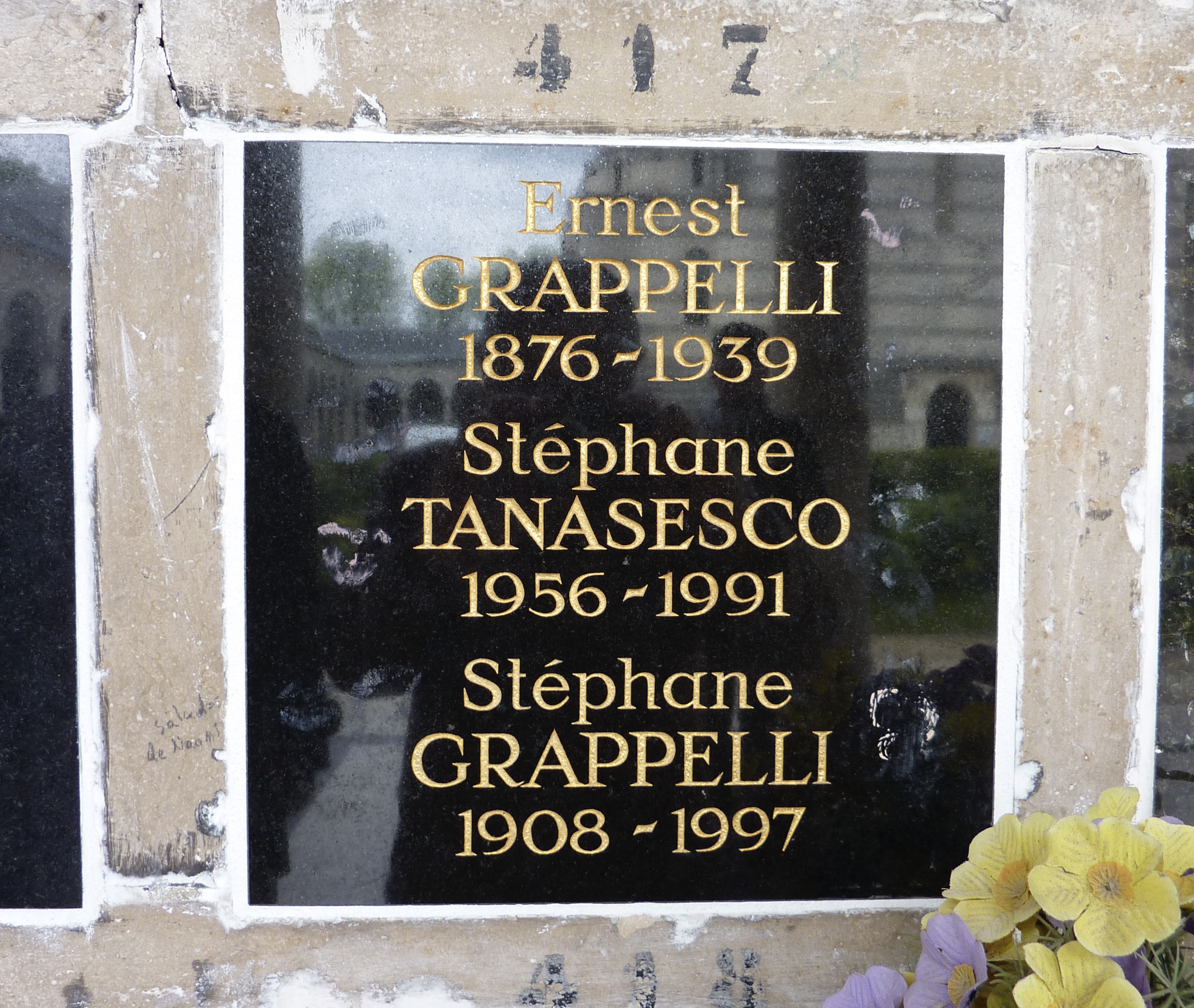
Могила Степана Граппеллі

Він помер у Парижі після перенесеної операції з видалення грижі. Похований на місцевому цвинтарі Пер-Лашез.

## Дискографія

### Альбоми
Список містить не всі збірки видань
- Djangology: Django Reinhardt, the Gypsy Genius (1936—1940, опублікований у 2005, Bluebird)
- Stéphane Grappelli and Django Reinhardt the Gold Edition (1934—1937, copyright 1998)
- Unique Piano Session Paris 1955 (1955, джазова антологія)
- Improvisations (Париж, 1956)
- Afternoon in Paris (1971, MPS)
- Manoir de Mes Reves (1972, Musidisc)
- Homage to Django (1972, опублікований 1976, класичний джаз)
- Stéphane Grappelli (1973, Pye 12115)
- Black Lion at Montreux with the Black Lion Allstars (Black Lion BL-213, записаний 4 липня 1973 року)
- Just One of Those Things! (1973 Black Lion) Записаний на фестивалі Джазовому фестивалі у Монтре 1973 року
- I Got Rhythm! (1974 Black Lion) з The Hot Club of London (Diz Disley/Denny Wright/Len Skeat), записаний у Queen Elizabeth Hall, Лондон, 5 листопада 1973
- The Talk of the Town (1975, Black Lion) з Аланом Клером
- Satin Doll (1975, Vanguard)
- Parisian Thoroughfare (1975, with Roland Hanna/Mel Lewis/George Mraz, Arista/Freedom)
- The Rock Peter and the Wolf (1976 RSO Records) (2007 CD Verdant Records) з Jack Lancaster/Phil Collins/Brian Eno/Keith Tippett/Julie Tippetts/Gary Brooker/Gary Moore/Alvin Lee/Manfred Mann etc.
- +Cordes (1977, Musidisc)
- Live at Carnegie Hall (1978, Signature)
- Uptown Dance (1978, Columbia)
- Young Django (1979, MPS)
- Sonny Lester Collection (1980, compilation, LRC)
- Stéphane Grappelli '80 (1980 Happy Bird)
- Live at Carnegie Hall (1983, Dr Jazz) with Diz Disley/John Ethridge/Brian Torff
- Vintage 1981 (1981, Concord)
- Just One of Those Things (1984, EMI Studios)
- Grappelli Plays George Gershwin (1984, Musidisc)
- Fascinating Rhythm (1986, Jazz Life)
- Live in San Francisco (1986, Blackhawk)
- Classic Sessions: Stéphane Grappelli, with Phil Woods and Louie Bellson (1987, RTV Communications Group)
- Stéphane Grappelli Plays Jerome Kern (1987, GRP)
- The Intimate Grappelli (1988, Jazz Life)
- Steph'n'Us (1988, Cherry Pie. Possibly Australia only) з Don Burrows & George Golla
- How Can You Miss з Луї Беллсоном і Філом Вудсом (1989, Rushmore)
- Jazz 'Round Midnight (1989, Verve)
- My Other Love (1991, Colombia)
- Stéphane Grappelli in Tokyo (1991, A & M records)
- Bach to the Beatles (1991, Academy Sound)
- Live 1992 (1992, Verve)
- Jazz Masters (1994, 20±year compilation, Verve)
- 85 and Still Swinging (1993, Angel)
- Live at the Blue Note (1996, Telarc Jazz)
- Crazy Rhythm (1996/2000, Pulse)
- Parisian Thoroughfare (1997, Laserlight)
- Verve Jazz Masters 11

### Співпраці
- Stéphane Grappelli/Django Reinhardt/Bill Coleman: Bill Coleman with Django and Stéphane Grappelli 1936 to 1938 (опублікований 1985, DRG)
- Stéphane Grappelli/Stuff Smith/Svend Asmussen/Jean-Luc Ponty: Violin Summit (1967, Polygram)
- Stéphane Grappelli and Earl Hines: Stéphane Grappelli meets Earl Hines
- Stéphane Grappelli and Hubert Clavecin: Dansez Sur Vos Souvenirs (Musidisc)
- Stéphane Grappelli and Barney Kessel: Remember Django (1969, Black Lion)
- Stéphane Grappelli and Gary Burton: Paris Encounter (1969, Atlantic)
- Stéphane Grappelli and Barney Kessel: Limehouse Blues (1972, Black Lion)
- Stéphane Grappelli and Gary Burton: Paris Encounter (1972, Atlantic)
- Stéphane Grappelli and Paul Simon: Hobo's Blues (1972, Columbia)
- Stéphane Grappelli and Yehudi Menuhin: Menuhin and Grappelli Play Berlin, Kern, Porter and Rodgers & Hart (1973 to 1985, EMI)
- Stéphane Grappelli and Oscar Peterson (1973, Musicdisc)
- Stéphane Grappelli and Baden Powell: La Grande Reunion (1974, Accord)
- Stéphane Grappelli and The Diz Disley Trio: Violinspiration (1975, MPS)
- Stéphane Grappelli and Yehudi Menuhin: Jalousie (1975, EMI)
- Stéphane Grappelli and Yehudi Menuhin: Fascinating Rhythm (Music of the 30's) (1975, EMI)
- Stéphane Grappelli and Bill Coleman: Stéphane Grappelli/Bill Coleman (1976, Classic Jazz [CJ 24], recorded in 1973)
- Stéphane Grappelli and The George Shearing Trio: The Reunion (1977, MPS)
- Stéphane Grappelli and Joe Venuti: Venupelli Blues (1979, Affinity)
- Stéphane Grappelli and David Grisman: Live at Berklee (recorded 20 September 1979, Boston, Massachusetts)
- Stéphane Grappelli and Martial Solal: Happy Reunion (1980, MPO)
- Stéphane Grappelli and David Grisman: Live (1981, Warner Brothers)
- Oscar Peterson/Stéphane Grappelli/Joe Pass/Mickey Roker/Niels-Henning Ørsted Pedersen: Skol (1982, recorded in Tivoli Concert Hall, Copenhagen, Denmark, 6 July 1979)
- Stéphane Grappelli with Marc Fosset: Stephanova (Concord Jazz, 1983)
- Stéphane Grappelli with L. Subramaniam: Conversations (1984)
- Stéphane Grappelli and Toots Thielemans: Bringing it Together (1984, Cymekob)
- Stéphane Grappelli and Martin Taylor: We've Got the World on a String (1984, EMI)
- Stéphane Grappelli and Stuff Smith: Violins No End (1984, Pablo)
- Stéphane Grappelli and Helen Merrill (1986, Music Makers)
- Stéphane Grappelli and Vassar Clements: Together at Last (1987, Flying Fish)
- Stéphane Grappelli and Jean-Luc Ponty: Violin Summit (1989, Jazz Life)
- Stéphane Grappelli and Jean-Luc Ponty: Compact Jazz (1988, MPS)
- Stéphane Grappelli and Martial Solal: Olympia 1988 (1988, Atlantic)
- Stéphane Grappelli and Joe Venuti: Best of Jazz Violins (1989, LRC)
- Stéphane Grappelli and Yo Yo Ma: Anything Goes: Stéphane Grappelli & Yo-Yo Ma Play (Mostly) Cole Porter (1989)
- Stéphane Grappelli and McCoy Tyner: One on One (1990, Milestone)
- Stéphane Grappelli and L. Subramaniam: Conversations (1984, Milestone)
- Stéphane Grappelli and Claude Bolling: First Class (1992, Milan)
- Stéphane Grappelli and Michel Legrand: Legrand Grappelli (1992, Verve)
- Stéphane Grappelli and Martin Taylor: Réunion (1993, Linn)
- The Rosenberg Trio featuring Stéphane Grappelli, Jan Akkerman & Frits Landesbergen: Caravan (1994, Polydor BV)
- Stéphane Grappelli and Michel Petrucciani: Flamingo (Dreyfus 1996)
- Stéphane Grappelli/Carl Hession/Frankie Gavin/Marc Fosset: Frankie Gavin 2003—2004 Collection/The Grappelli Era (2003)